# Lennon, Michigan
Lennon är en ort i Shiawassee County i delstaten Michigan, USA.